# Hazug románc
A Hazug románc Németh Norbert 2001-ben komponált háromfelvonásos operája, szövegkönyvét Győri Magda írta. Az opera keresztmetszet-bemutatója 2003-ban volt.

## Az opera keletkezése
A Hazug románc című opera megírásával szerzője 2001-re készült el, a szövegkönyvet – a zeneszerző ötlete alapján – Győri Magda írta. A következő évben Várnai Dóra elkészítette a mű olasz nyelvű műfordítását Romanza mendace címmel, 2006-ban pedig megszületett az angol nyelvű fordítás is (Mendacious Romance), Domján Linda tollából. 2003-ban elkészült az opera promóciós filmje.

## A mű szereplői
| Szereplő                                      | Hangfekvés    |
| --------------------------------------------- | ------------- |
| Júlia, Richárd fiatal özvegye                 | mezzoszoprán  |
| Veronika, Júlia unokahúga                     | mezzoszoprán  |
| Anna, idős özvegy                             | alt           |
| Rafael, Anna unokaöccse                       | tenor         |
| Valter                                        | bariton       |
| Pierre, Valter bérence, a bérgyilkosok vezére | tenor         |
| Carlo, bérgyilkos                             | bariton       |
| Raul, bérgyilkos                              | basszus       |
| Fülöp, vendéglős                              | bariton buffo |

Továbbá: polgárok, felvásárlók, örömlányok, cirkuszos táncosok, bohócok, vecsernyések.
Történik: a századfordulón, egy mediterrán kisvárosban.

## A mű cselekménye

### Első felvonás
Temető a város közeli domboldalon, háttérben egy templom homlokzata. Késő délután van, a hívők gyülekeznek a vecsernyére. Három férfi közelít lopakodva: Pierre, Carlo és Raul, a bérgyilkosok. Néhány hónapja elvégeztek egy megbízást, és az érte járó jutalom átvételét tervezik este a város fogadójában, ahol megbízójukat várják. A három férfi azon az úton távozik, ahonnan jöttek. Júlia elhunyt férjét, Richárdot gyászolja a temetőben. Egy idős özvegy, Anna érkezik Rafaellel, unokaöccsével. Anna sajnálja Júliát, ezért eltitkolja előle, hogy tudja, hogy ki az, aki meggyilkolta mindkettőjük férjét. A fiatal özvegy vigasztalhatatlanul roskad férje sírjára. Anna inkább elmegy, mintsem mélyíteni akarná Júlia szenvedéseit. Rafael még marad és bevallja vonzódását Júliának és szerelme oltalmát ajánlja, de a fiatal özvegy visszautasítja. A csalódott Rafael magára hagyja Júliát. Az özvegy az élettől és a sötétedő temető árnyaitól megrettenve indul haza, miközben a templomban fölzúg a Magnificat.

### Második felvonás
A város főtere, jobbra nyitott fogadó terasza. A teret polgárok töltik meg, egy vándorcirkusz jöttére várnak, a fogadó teraszán felvásárlók és örömlányok mulatnak. Megérkeznek a cirkusz hírnökei: bohócok, dobosok és táncosok invitálják az embereket az esti előadásra. Rafael, Pierre, Carlo és Raul is a fogadó teraszán ül. Fülöp, a vendéglős vidáman sürög-forog körülöttük. A polgárok közt látjuk Veronikát, Júlia unokahúgát. Megérkezik Valter, a három bérgyilkos őt várta. Pierre odalép Valterhez, és munkájukért a fizetséget megkapva újra felajánlja szolgálataikat. A polgárok nagy ovációval fogadják a hírt: kezdődik az előadás! Sietve távoznak, a felvásárlók és az örömlányok tovább mulatoznak a fogadóban. A téren átsiető Júliát, aki a temetőből tér haza, Rafael meg szeretné állítani, de Veronika megelőzi. Rafael boldogtalanul távozik. Veronika áradozva mesél Júliának arról, hogy életében először igazán szerelmes, majd vidáman tovalibben. A továbbinduló Júliához odalép Valter. Júlia – akaratán kívül – egyre inkább a férfi hatása alá kerül. A nyári éj leszáll, a fogadó kiürül, Júlia és Valter románca fordulóponthoz közeledik. Fülöp magukra hagyja őket. Júlia a férfi csábításának nem tud ellenállni, és elmegy vele. A Hold és a csillagok fénye sejtelmesen borul a városra.

### Harmadik felvonás
Júlia szobája. Több hónap telt el. Amikor a függöny fölmegy, Júlia az ágyán fekszik és zokog. A közeli templom órája negyedet üt. Veronika a szoba közepén almát hámoz, közben vigasztalni próbálja Júliát, aki inkább elküldi a lányt. A magára maradó Júlia önmagát vádolja hűtlenségéért, hiszen Valter gyermekét hordja a szíve alatt. Valter azóta nem járt a városban, ám most váratlanul betoppan. Újra eljött erre a vidékre, és első útja Júliához vezetett. Ismét az özvegy kegyeibe akar férkőzni, de az hidegen elutasítja, mire sértődötten távozik. Júlia Richárd fényképét a szívéhez szorítja. Kétségbeesésében nem tudja, kihez is forduljon. A templom órája felet üt. Júlia az ablakhoz lép, azon tűnődve, hogy asszonyi tanácsért tán templomba menjen, amikor az utcán megpillantja Annát. Az idős özvegy bölcsességében bízva fölhívja őt. Anna bejön a lakásba, és Júlia kétségbeesve panaszolja el hűtlenségét férje emlékéhez, terhességét, szégyenét. A kétségbeesett segítségkérésre Anna nem várt módon reagál. Neki soha sem lehetett gyermeke, s özveggyé válva örökre magányos maradt. Most gonoszul közli Júliával, hogy Richárd gyilkosa Valter. Júlia ájultan zuhan a földre, Anna gúnyosan átlép rajta és távozik. A templom órája háromnegyedet üt. Valtert visszahozza a lelkiismerete és vágya, és odarohan az ájult asszonyhoz. Észreveszi a nő domborodó hasát, kezével megérinti, mire Júlia sikoltva éled fel. Gyilkos! – kiáltja. A születendő gyermek Valtert elbizakodottá teszi, könnyelműen elhárítja a vádat, semmit sem észlelve az asszony gyötrelmeiből. Követelőzni kezd, hogy válasszon a halott férj és ő, a gyermek apja között. Júlia végső kétségbeesésében elszántan megragadja az éles almapucoló kést. Sötétség borítja el a színpadot, s mindent betölt a templom harangzúgása, amely órát üt.

## A mű színpadra állítása
Az opera ősbemutatója – keresztmetszet-bemutató formájában – 2003. augusztus 29-én volt az Ercsi Eötvös Napok keretében, szimfonikus zenekar és énekművészek közreműködésével. Az opera részleteit 2009. április 17-én bemutatták Kínában, Peking Forbidden City Concert halljában – olasz nyelven. 2013-ban a Hazug románc ugyancsak olasz nyelvű változatát szerzője nevezte a Bartók Plusz Miskolci Operafesztivál operaíró versenyére, és a döntőbe jutva – komoly közönségsikert aratva – megosztott első díjat nyert. A darabot zongorakísérettel mutatták be. Ugyancsak 2013-ban az opera olasz változata a Boston Metro Opera (BMO) által meghirdetett nemzetközi zeneszerző versenyen elnyerte a BMO Mainstage Awardját.

## A mű zenéje
A Hazug románc tagadhatatlanul modern zene, de harmonikus dallamvilágával a romantika, a 19. századi operák előtt való tisztelgés jegyében készült. Dallaminvencióját tekintve rendkívül gazdag, színes, ötletes, változatos muzsika, amely a vergődő panasz hangjától a viharosan túlfűtött légkörig hitelesen ábrázolja az emberi lélek rezdüléseit. A lírai-, a drámai- és a karakterjelenetek jó ízléssel váltakoznak Győri Magda a mai kort ábrázoló, a szerelem-hűség, csábítás, megcsalatás aktuálisan régi-új témáját feldolgozó librettójához írt zenéjében.